# Крініс
Крініс (лат. Crinisus; грец. Κριμισός) — в античності бог річки (ймовірно, сучасної Беліче) на Сицилії.
Як і всі річкові боги, він є сином Тетіс і  Океана. За розповідями Вергілія та Гігіна Міфографа, троянська жінка Сегеста або Акеста народила Крінісу сина Ацеста, який згодом заснував сицилійське місто Сегеста. Портрет Крініса часто з'являвся на монетах Сегести.